# عزت‌السلطنه
فاطمه خانم عزت‌السلطنه که با نام عزت‌الدوله نیز شناخته میشود دختر چهارم مظفرالدین شاه و تاج‌الملوک و همچنین همسر عبدالحسین میرزا فرمانفرما بوده. در سال ۱۳۲۴ قمری لقب عزت‌الدوله به او اعطا شده بود.

## ازدواج
فرمانفرما در سی سالگی با فاطمه خانم عزت‌السلطنه ازدواج کرد و تا بیست سال بعد همسری اختیار نکرد. حاصل این ازدواج شش پسر بود که شامل فیروز میرزا نصرت‌الدوله، عباس فرمانفرمائیان، محمدولی فرمانفرمائیان، محمدحسین فیروز، محمدجعفر میرزا، نظام‌الدین میرزا میشود.